# Textilina
Textilina es un género de foraminífero bentónico considerado un sinónimo posterior de Textularia de la subfamilia Textulariinae, de la familia Textulariidae, de la superfamilia Textularioidea, del suborden Textulariina y del orden Textulariida. Su especie tipo era Textularia stricta. Su rango cronoestratigráfico abarcaba el Holoceno.

## Clasificación
Textilina incluía a las siguientes especies:
- Textilina aequilita
- Textilina carinata
- Textilina crassaformis
- Textilina gramen
  - Textilina gramen abbreviata
  - Textilina gramen subangulata
- Textilina laevigata
- Textilina mexicana
- Textilina pseudorugosa
  - Textilina pseudorugosa fistulosa
- Textilina riplena
- Textilina sagittula
- Textilina semialata
- Textilina stricta
- Textilina subrectangularis